# Кульківник прибережний
Кульківник прибережний, пілюльниця куленосна (Pilularia globulifera) — вид рослин із родини чотирилисткових (Marsileaceae), зростає у Європі.

## Опис
Багаторічна рослина з ниткоподібним кореневищем, видовжена, повзуча або іноді плавуча, вкорінюється у вузлах. Листки 3–15 см завдовжки, шилоподібні, циліндричні. Досить великі спорокарпи (3–4 мм), поодинокі, сидячі або майже сидячі біля основи листя, кулясті, бурі чи чорно-коричневі, запушені, діаметром приблизно 3 мм. 2n=26.

## Поширення
Зростає у Європі (Португалія, Іспанія, Франція, Італія, Бельгія, Люксембург, Нідерланди, Велика Британія, Ірландія, Чехія, Польща, Хорватія, Словенія, Сербія й Косово, Швейцарія, Німеччина, Данія, Фінляндія, Швеція, Норвегія, Латвія, Росія, Україна). Населяє болота, ставки, затоки.
В Україні вид зростає на перезволожених прибережних ділянках, на берегах водойм і на мілководдях — дуже рідко (Одеська обл., Ренійський район). У ЧКУ має статус «зникаючий».

## Загрози й охорона
Основними загрозами є стабілізація рівня води та осушення тимчасових водно-болотних угідь. Інвазивні рослини, такі як Crassula helmsii, становлять ще одну серйозну загрозу для цієї рослини.
Хоча рослина має широкий ареал, вона занесена до списку загрожених майже у всіх країнах, де зростає: Хорватія: DD, Чехія: CR, Фінляндія: VU, Німеччина: CR, Норвегія: EN, Іспанія: EN, Швеція: VU, Швейцарія: CR, Сполучене Королівство: NT, Англія: VU.

## Галерея

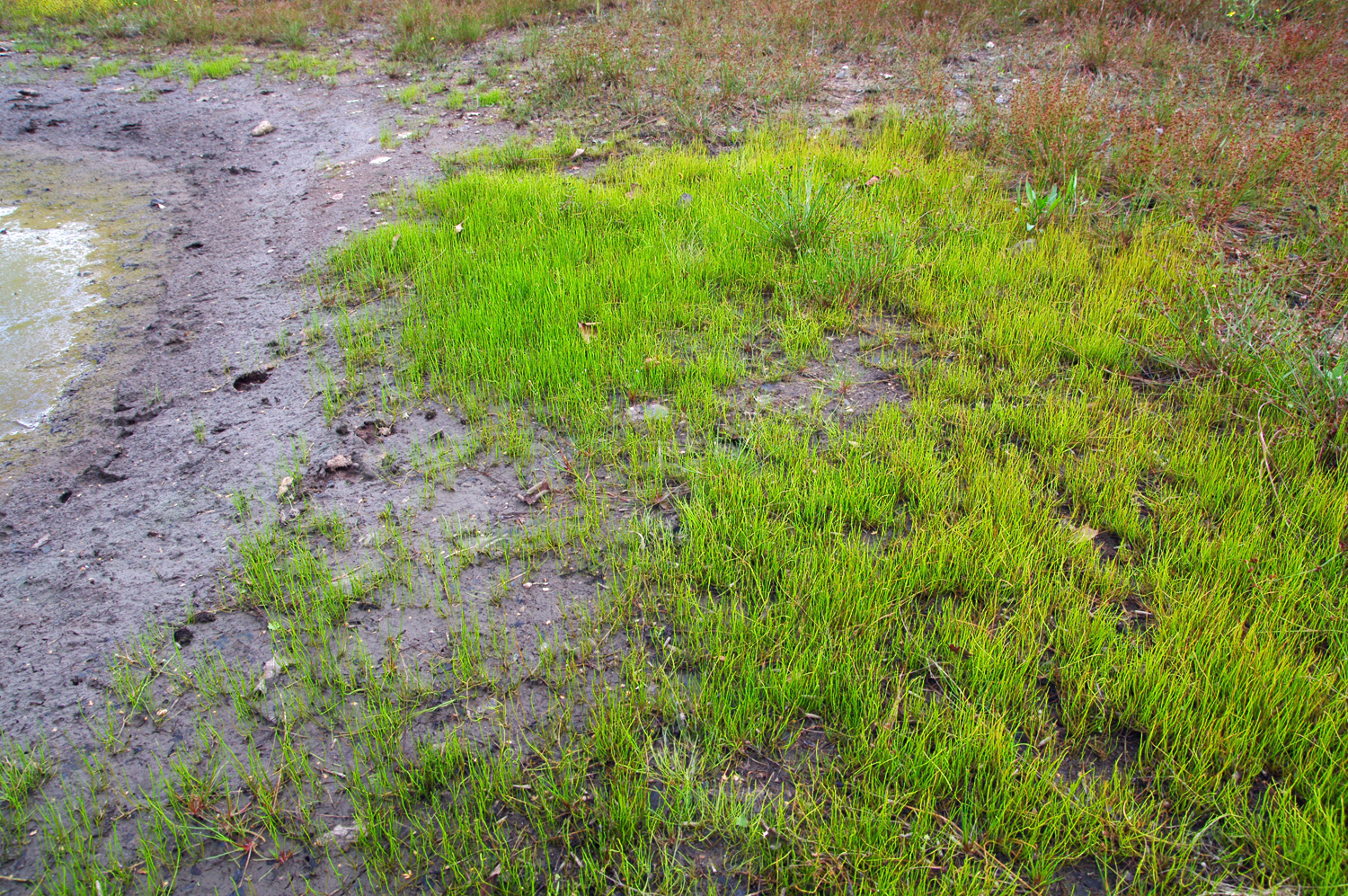
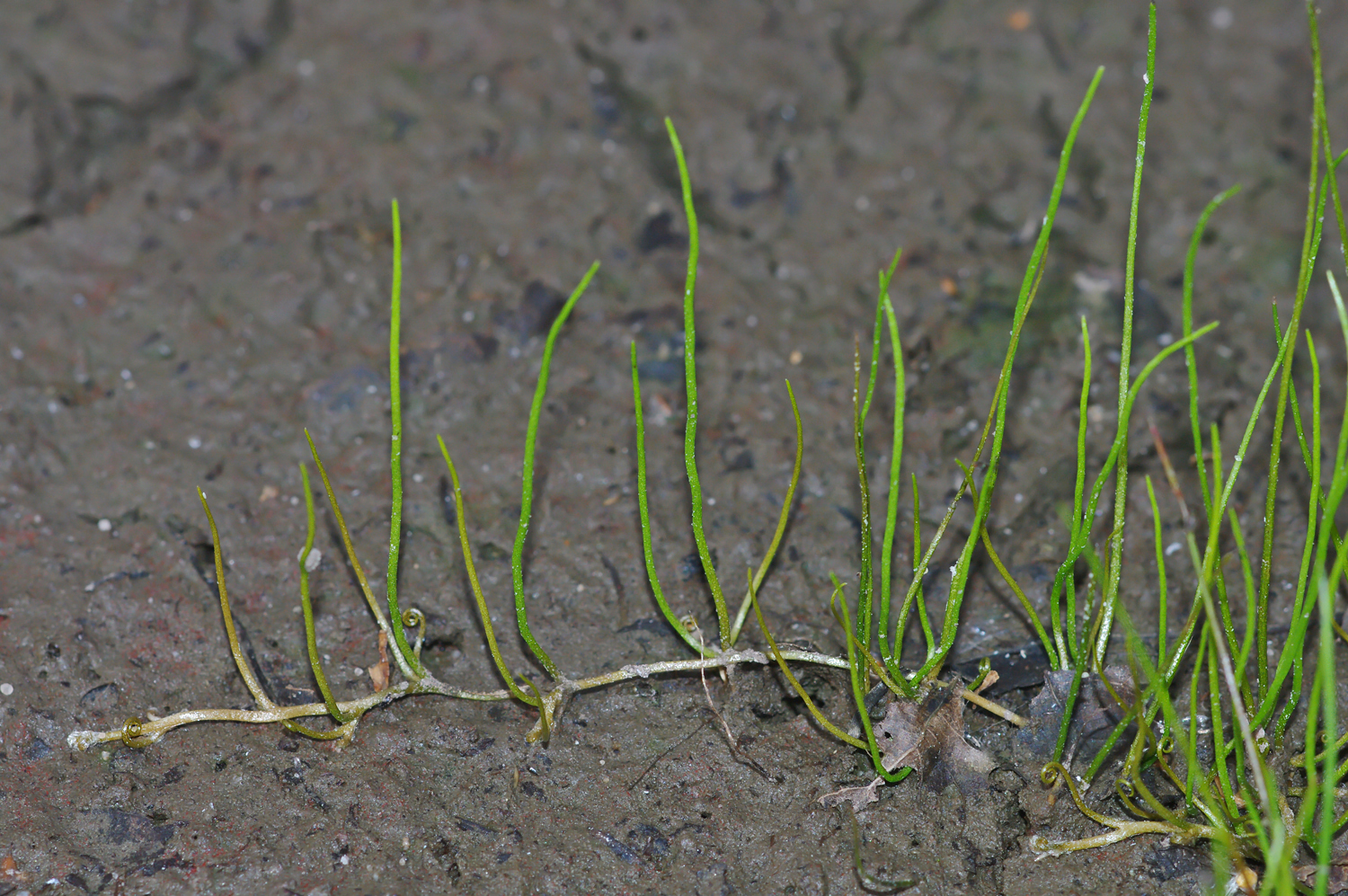